# 銳鴻集團
銳鴻集團有限公司，簡稱銳鴻集團（英語：SHARP BRAVE HOLDINGS LIMITED，港交所除牌當時為0736.HK），在1980年建立，主要業務當時生產電子產品等，以及物業投資。其中主要香港和外國成為收入來源。
而最矚目是當時被良記集團有限公司（優派能源發展集團有限公司前身）去換取上市，但已告吹。
90年代中期，其後由於發生財政問題，加上行業競爭激烈，於是出售給陳英鳴，更名為上億國際控股有限公司，現時為中國置業投資控股有限公司之今。

## 外部連結
- 736.com.hk （页面存档备份，存于）